# Winnipeg
Winnipeg Kanada Manitoba tartományának legnagyobb városa és közigazgatási központja.
Területe 464 km², vonzáskörzetével együtt 5303 km². Lakossága 633 451 fő, városi övezetével együtt 641 483 fő, vonzáskörzetével együtt 694 668 fő (a 2006-os népszámlálás adatai alapján).
A Vörös-folyó és az Assziniboin folyó találkozásánál (The Forks), Észak-Amerika földrajzi középpontjának közelében helyezkedik el.
A közelében tavak százai találhatók, köztük a világ 11. legnagyobb tava, a Winnipeg-tó, a Manitoba-tó és az Erdők tava (angolul Lake of the Woods).

## Neve
Neve a „sáros vizek” jelentésű nyugati krí szavak egy átirata.

## Földrajza, éghajlata
A hosszúsági fokokat tekintve Kanada közepétől valamivel nyugatra helyezkedik el, körülbelül 100 kilométerrel északra az Egyesült Államok határától, a kanadai préri keleti szélének közelében, a Winnipeg-tótól 70 kilométerre délre. A Vörös-folyó árterében épült, termékeny mezőgazdasági vidék veszi körül. A talaj agyagos, felül vastag, termékeny fekete réteggel.
Éghajlata nedves kontinentális. A tavasz és az ősz rövid, mintegy hathetes, de változékony ilyenkor az idő. (Októberben mértek már 30,5 és -20,6 °C, májusban 37.8 és -11.7 °C-ot is). A telek hosszúak és hidegek. Mivel a közelben nincsenek az éghajlati hatásokat mérséklő hegyláncok, a régió ki van téve különböző éghajlati rendszerek, köztük a hideg sarki hatásainak. Ugyanakkor gyakrabban emelkedik 30 °C fölé a hőmérséklet, mint bármely másik kanadai nagyvárosban. November és március közt általában fagypont alatt van a hőmérséklet, május közepe és szeptember közt pedig 20 °C felett.
A kanadai környezetvédelmi minisztérium szerint a világ leghidegebb 600 ezer lakosúnál népesebb városa. Ugyanakkor sok a napsütés, évente több, mint 2300 óra. A winnipegi negatív hőmérsékleti rekord -47.8 °C (1879. december 24).

## Története
A Vörös-folyó és az Assziniboin-folyó összefolyása, mai nevén The Forks („Az elágazások”) évezredek óta fontos találkozási pontja az amerikai indiánok kenu útvonalainak. A szájhagyomány, a régészeti leletek; sziklarajzok (petroglifák) alapján ismert, hogy az indiánok táboroztak, halásztak és kereskedtek erre, valamivel északabbra pedig még a mezőgazdaság is gyökeret vert.
A folyók messze hatoló utakat biztosítottak és számos különböző népet kötöttek össze, mint a krík, a mandanok, assziniboinok, sziúk, lakoták és mások. Mellettük ősi mesterséges halmok találhatók, hasonlók azokhoz, amelyeket a déli vidékek halomépítői hoztak létre. A Winnipeg-tó belső tengerként funkcionált, rajta keresztül vízi úton megközelíthetőek voltak a nyugati hegyvidékek, keleten a Nagy Tavak, észak felé pedig az óceán. Fontos észak-déli összekötő útvonalként szolgált a Vörös-folyó.

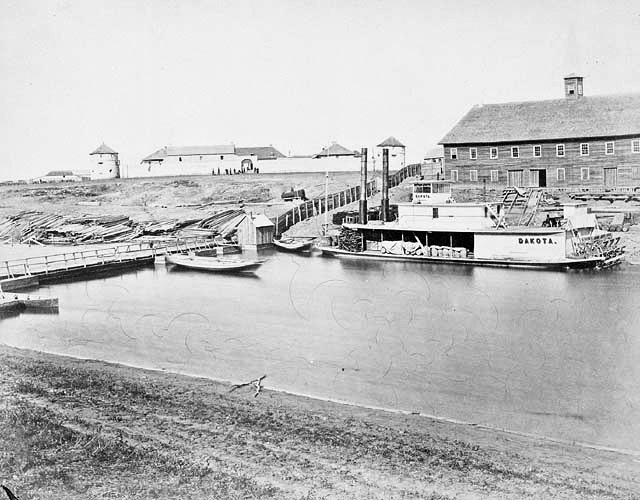
Felső Fort Garry az 1870-es évek elején.

Az első európaiak 1738-ban érkeztek a vidékre. Sieur de la Vérendrye prémkereskedő telepet hozott létre Fort Rouge-ban. Ezt később elhagyták, de számos más telep létesült a Vörös-folyó környékén. 1809-ben a North West Company megalapította Fort Gibraltart, 1812-ben pedig a Hudson's Bay Company Fort Douglast. A két társaság könyörtelen harcot folytatott egymás ellen, amelynek során több erőd megsemmisült. 1821-ben azzal szűnt meg az ellenségeskedés, hogy a két cég egyesült. A Fort Gibraltart, amely a mai Winnipeg területén épült, 1822-ben Fort Garry névre keresztelték át és ez játszotta a cég fő kereskedőtelepének szerepét a régióban. 1826-ban egy árvíz elpusztította, de 1835-ben újraépítették. A prémkereskedelemben nem volt nagy szerepe, ám sok évre ez lett a Társaság Kormányzójának székhelye és az első nyugat-kanadai gyarmat központja.

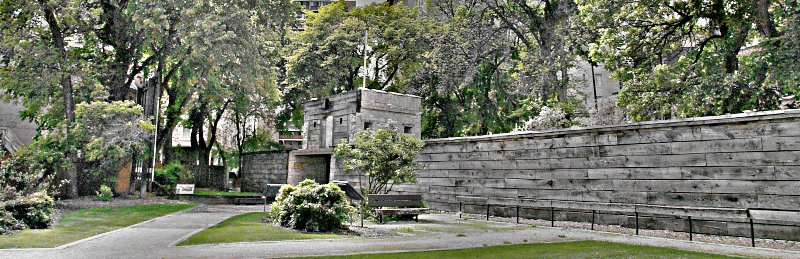
Felső Fort Garry ma.

1869-ben Winnipegben tört ki a Vörös-folyó felkelés, a Louis Riel vezette métis nép és a Kelet-Kanadából érkező bevándorlók közti konfliktus. A konfliktusnak a „Wolseley-expedíció”, a Garnet Wolseley tábornok vezette kanadai haderő érkezése vetett véget, amelynek az is a következménye lett, hogy Manitoba 1870-ben az ötödik tartományként csatlakozott Kanadához, Winnipeg pedig 1873. november 8-án város lett.

## Közigazgatása

### Helyi önkormányzat
1992 óta önkormányzati testületét 15, egy-egy választókerületet képviselő városi tanácsnok és háromévente közvetlenül választott polgármester alkotja. A jelenlegi polgármestert, Scott Gillinghamet 2022. november 1-jén választották meg. 

### Tartományi, szövetségi politika
Winnipeget 31-en képviselik a Manitobai Törvényhozó Gyűlésben. A kanadai képviselőházban nyolc képviselője foglal helyet. A szenátusban hat winnipegi van (de csak ketten képviselik a várost).

## Közbiztonság
2004-ben Winnipegben százezer főre 12 167 bűnügy esett, ezzel Regina, Saskatoon és Abbotsford után a negyedik volt a kanadai nagyvárosi övezetek rangsorában. A félmilliónál több lakosú nagyvárosi övezetek közül itt volt a legnagyobb a bűnesetek száma, 50%-kal Calgary és több, mint 100%-kal Toronto felett.
A következő évben 8%-kal kevesebb bűnügyet regisztráltak. Autólopásban viszont még mindig Manitoba vezet a kanadai tartományok közt és a lopások Winnipegben koncentrálódnak.
A winnipegi rendőrség több, mint 1300 rendőrt alkalmaz.

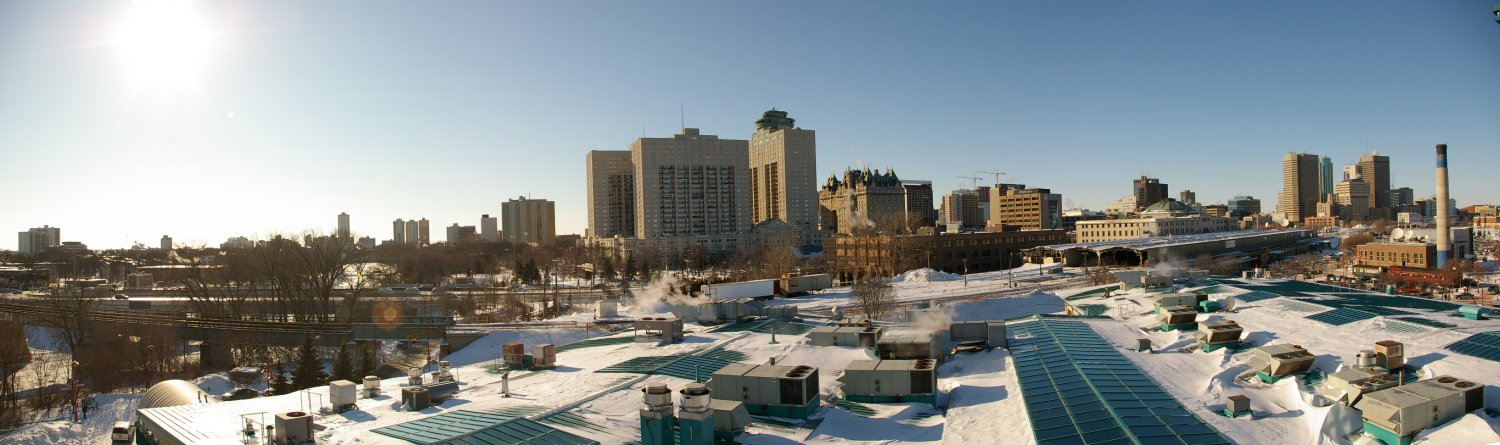
Winnipegi látkép

## Közlekedés
A winnipegi tömegközlekedés kezdetei 1882-ig nyúlnak vissza, amikor lóvasutat hoztak létre. 1891-től ezeket villamosok váltották fel, amelyek 1955-ig futottak. 1918-tól autóbuszokat is alkalmaztak, 1938 és 1970 közt pedig trolin is lehetett közlekedni. A mai helyi tömegközlekedési vállalat, a Winnipeg Transit már csak dízelüzemű buszokat alkalmaz. Több évtizede megvalósulatlan gondolat, hogy a városközpontot gyors vasúti, vagy buszösszeköttetéssel kellene ellátni a Manitobai Egyetem külvárosi kampuszával.
A téli és a nyári hőmérséklet erős ingadozásai miatt az utak általában rossz állapotban vannak.
A város a 75-ös manitoba tartományi főúton keresztül közvetlen összeköttetésben van az Egyesült Államokkal. (A határon túl az I-29-es és az US 75-ös főutakban folytatódik. Az út Kanadában Emersonnál végződik. Itt van a legforgalmasabb határátkelőhely Vancouver és a Nagy Tavak közt. Az emersoni kereskedelmi forgalom jórésze winnipegi eredetű, vagy oda tart. Winnipeg városon belül a főút neve Pembina főút (42-es út).
A városközpontban elhelyezkedő winnipegi buszpályaudvarról Greyhound Canada, Jefferson Lines, Grey Goose Bus Lines, Beaver Bus Lines és a Brandon Air Shuttle társaságok közlekedtetnek helyközi és nemzetközi járatokat.
Winnipeg repülőtere, amely 2006 decemberében kapta a Winnipeg James Armstrong Richardson nemzetközi repülőtér nevet jelenleg fejlesztés alatt áll. Új terminálját, egy irodaházat és egy második hotelt 2009-ben tervezik átadni. Ez volt Kanada első nemzetközi repülőtere, amikor 1928-ban Stevenson Aerodrome néven átadták.

## Sportélete
| Csapat                | Sport           | Bajnokság                                     | Aréna              |
| --------------------- | --------------- | --------------------------------------------- | ------------------ |
| Winnipeg Goldeyes     | baseball        | American Association of Professional Baseball | Shaw Park          |
| Winnipeg Blue Bombers | kanadai futball | Canadian Football League                      | IG Field           |
| Winnipeg Sea Bears    | kosárlabda      | Canadian Elite Basketball League              | Canada Life Centre |
| Winnipeg Jets         | jégkorong       | National Hockey League                        | Canada Life Centre |
| Valour FC             | labdarúgás      | Canadian Premier League                       | IG Field           |
| Manitoba Moose        | jégkorong       | American Hockey League                        | Canada Life Centre |

## Magyar vonatkozások
Winnipegben jelentős magyar közösségek élnek. Szervezeteik: Szent István Magyar Ház, Kapisztrán Magyar Néptáncegyüttes, Kárpát Magyar Néptáncegyüttes, Padovai Szt. Antal Római Katolikus Templom, Magyar Unitárius Templom. Magyarország tiszteletbeli konzulja a városban Frohlinger Tamás.

### Angol nyelven
- Winnipeg.ca - Official Winnipeg website
- winnipeg.hu -Website of the Hungarian community in Winnipeg
- Destination Winnipeg economic and travel guide
- Canadian Climate Normals 1971–2000: Winnipeg Archiválva 2008. május 28-i dátummal a Wayback Machine-ben at Environment Canada
- Winnipedia
- Transit Riders' Union of Winnipeg
- Miles MacDonell Collegiate Alumni Association Archiválva 2006. július 5-i dátummal a Wayback Machine-ben - Local Winnipeg History
- The Climate and Weather of Winnipeg, Manitoba - from Living in Canada
- Winnipeg and Manitoba stories Archiválva 2007. február 11-i dátummal a Wayback Machine-ben- 250 stories about Winnipeg and Manitoba History